# Nolwenn Le Blevennec
Nolwenn Le Blevennec, née le 25 février 1983 à Châtenay-Malabry, est une journaliste française du Nouvel Obs et écrivaine aux éditions Gallimard.

## Biographie
Nolwenn le Blevennec naît à Châtenay-Malabry le 25 février 1983. Elle est originaire des Côtes d'Armor par sa famille paternelle ; son oncle maternel est le pianiste Michel Béroff. Elle grandit à Neuilly-sur-Seine puis à Paris et, après des études d'économie à Paris-Dauphine, se forme au journalisme à l'École supérieure de journalisme de Lille . Après avoir travaillé pour France-Soir, Le Journal du dimanche, Le Figaro, elle intègre la rédaction du journal en ligne Rue89, qui sera racheté par Le Nouvel Observateur,   qui sera rebaptisé "L'Obs", puis "Le Nouvel Obs". Reportrice et enquêtrice à l'origine, ayant travaillé sur un scandale sanitaire et sur l'extrême droite,, elle devient en 2020 rédactrice en chef de L'Obs, chargée des éditions numériques.

## Livres
Son premier roman, La Trajectoire de l'aigle, sorti en janvier 2021 chez Gallimard, raconte la passion amoureuse dans laquelle se perd la narratrice, journaliste en couple avec un homme plus âgé, avec un collègue de travail « parfaite tête à claques », résume Sud-Ouest, qui salue « l'humour sarcastique » du livre. Le Monde souligne « le sens affûté de la dérision [et] l’art de la métaphore jubilatoire » de l'autrice, dont Les Échos saluent « l'élégance de la dérision ». Libération évoque un roman « original, drôle, tonique, et rempli d'autodérision ». La Trajectoire de l'aigle, traduit en anglais sous le titre As the eagle flies, est publié au Royaume-Uni par les éditions Peirene.
Les Amies, sorti en mars 2023, également chez Gallimard, raconte l'amitié de trois femmes, salvatrice d'abord puis étouffante et aliénante, entre Paris, Djerba et l'Île Louët. Le livre est salué par Le Monde qui souligne « l’acuité cérébrale de Nolwenn Le Blevennec [...] la fantaisie un peu braque de son regard et de son écriture ». Dans Elle, Olivia de Lamberterie parle d'un « roman familier et grave, traversé d’épiphanies à vous hacher menu le cœur » et Livres Hebdo compare le roman aux Frustrés de Claire Bretécher et à Chaînes conjugales, le film de Joseph Mankiewicz.
En février 2025 sort La Matinale, toujours chez Gallimard. Le livre décrit la crise existentielle d'une journaliste vedette de la télévision, Léonore de Karadec, qui se termine en apocalypse sur l'île de Sein. Le Télégramme salue "le ton mordant" du livre, dont le mode narratif -un monologue de la journaliste face à un psy- inspire des comparaisons avec Portnoy's complaint de Philip Roth à Libération, qui souligne "le ton sarcastique de l’autrice", au Nouvel Obs, qui y voit "la rencontre du burn-out et de l'éco-anxiété" et au Monde qui salue un livre "à la légèreté grave" et retrouve dans Léonore de Karadec "les héroïnes de Nolwenn Le Blevennec [qui] ont en commun une lucidité tranchante mais à éclipses, une tendresse planquée sous le goût du sarcasme, une maladresse désarmante, des maris aimants, un penchant pour les liaisons adultérines avec des hommes insuffisants, ainsi qu’un intérêt certain pour la psychanalyse." 
Elle revendique dans ses livres une part d'autofiction,.

## Vie privée
Nolwenn le Blevennec vit en couple avec Claude Askolovitch, avec qui elle a deux garçons.